# Waldemar IV van Denemarken

Wapen van Waldemar IV van Denemarken

Waldemar IV (of Waldemar Atterdag) (1321 – 24 oktober 1375), was koning van Denemarken van 1340 tot 1375. Hij was de jongste zoon van Christoffel II van Denemarken en Euphemia van Pommeren. Hij was gehuwd met Helvig van Sleeswijk
Kinderen:
- Christoffel van Denemarken
- Margaretha (1345-1350), verloofd met hertog Hendrik III van Mecklenburg (1337-1383)
- Ingeborg (1347-1370), gehuwd met hertog Hendrik III van Mecklenburg (1337-1383)
- Margaretha (I) (1353-1412), regeerde als koningin over Denemarken, Noorwegen en Zweden, en moeder van zijn directe opvolger Olaf II van Denemarken.

## Levensloop
Waldemar IV bracht het grootste gedeelte van zijn jeugd in ballingschap door in Duitsland aan het hof van Lodewijk IV van het Heilige Roomse Rijk, nadat zijn vader verslagen was. Hier werd hij opgeleid als toekomstig koning van Denemarken.
Waldemar IV werd in 1340 tot koning gekozen nadat graaf Gerard II van Holstein, de feitelijke machthebber in Denemarken tijdens het interregnum (1332-1340), vermoord was. Waldemar IV was nu eigenlijk alleen nog maar machthebber in de noordelijke streken van Jutland, de rest van het land was nog verpacht aan Deense en Duitse aristocraten.
Waldemar IV was ook de eerste koning die heerser over Kopenhagen zou worden, een positie die tot die tijd werd bekleed door de bisschop van Roskilde.
Waldemar IV is een belangrijk persoon in de Deense historie; hij bracht geleidelijk aan de rest van Jutland en Seeland onder zijn controle en uiteindelijk herenigde hij Denemarken door in 1360 ook Skåne te veroveren. Zijn werkwijze was een mengeling van hoge belastingheffing, leningen aangaan bij de noordelijke Duitse prinsen en een stapsgewijze onderwerping van de gewesten die waren verpacht. In 1346 verkocht hij het Hertogdom Estland, dat in werkelijkheid eigenlijk al een Duitse kolonie was, om geldmiddelen te verkrijgen om op deze wijze de verpachte Deense gewesten terug te kunnen kopen.
Zijn politiek zou in het begin door de Deense bevolking geaccepteerd worden, maar zou spoedig weerstand oproepen onder de aristocratie van Jutland. Tweemaal in de jaren vijftig zouden zij een oproer teweegbrengen, welke beide door Waldemar IV zouden worden onderdrukt.
Zijn positie als koning was gebaseerd op zijn militaire macht en een loyale aristocratie die de basis zouden vormen voor de heerschappij van de Deense koningen tot 1440. Vele buitenlanders werden aangesteld als hoogste ambtenaar en raadsman. De belangrijkste onder hen was de Duits-Slavische edelman Henning Podebusk die drost (leider van de regering) zou worden van 1365-1388.

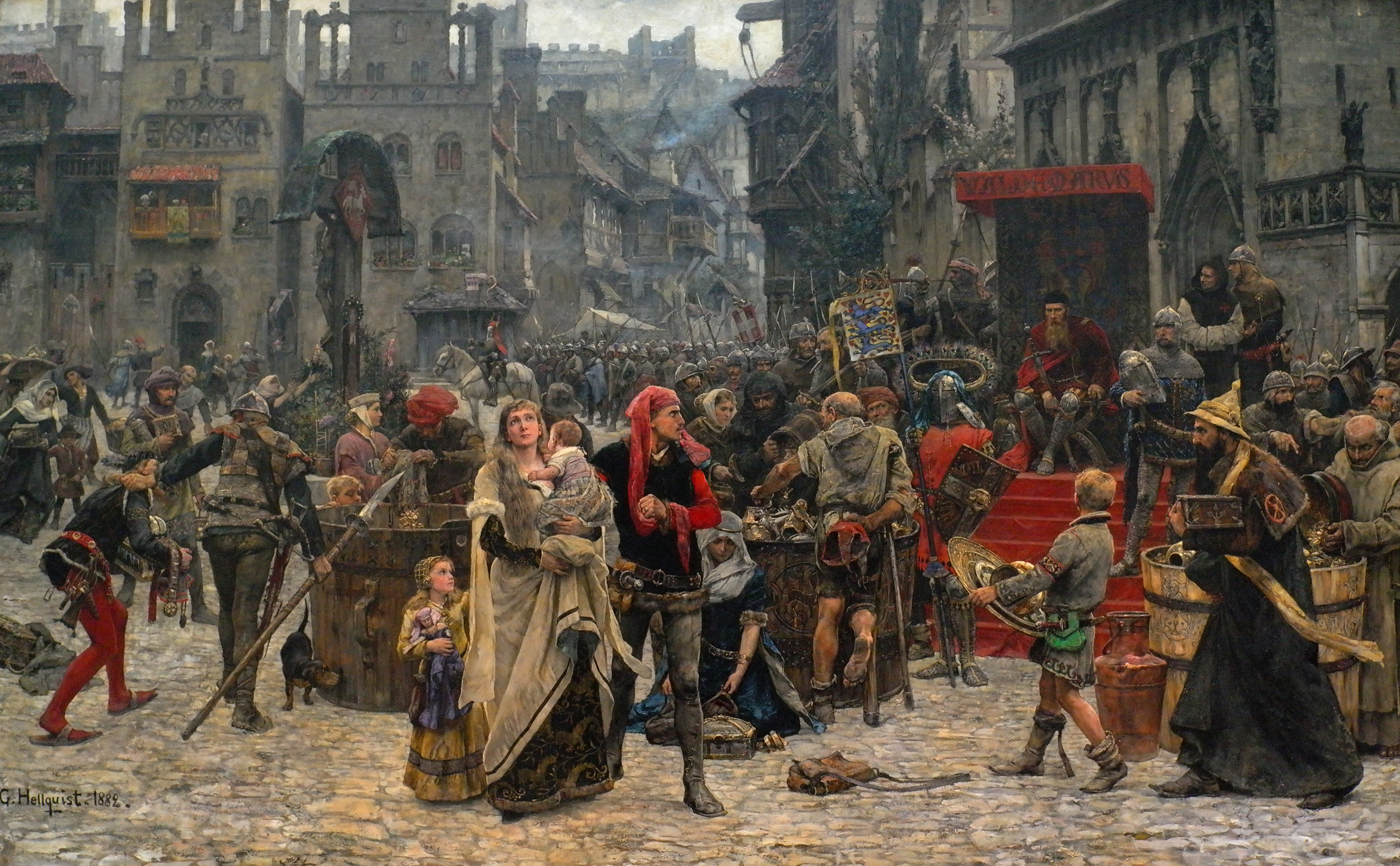
Waldemar plundert Visby, de hoofdstad van Gotland

Waldemar IV herenigde niet alleen Denemarken, maar zou ook succesvol de Deense rol als regionale grootmacht herstellen. Hij plaatste aanvallen in zowel de noordelijke Duitslanden (Sleeswijk en Holstein) en in Zweden en vocht ook tegen het Hanzesteden-verbond middels de verovering in 1361 van het Hanze-eiland Gotland. Toch zou het conflict met het Hanze-verbond eindigen in een Deense nederlaag en in 1370 werd Waldemar IV gedwongen om zich te onderwerpen aan het Verdrag van Stralsund wat inhield dat hij enige economische en formele concessies moest toestaan aan het Hanze-verbond. Deze nederlaag weerhield hem er niet van te proberen om Zuid-Jutland weer onder zijn controle te krijgen, een poging die succesvol leek te zijn tot op het moment dat hij onverwacht kwam te overlijden.
Waldemar IV werd begraven in de kerk van de Academie in Sorø.

## Voorouders
| Voorouders van Waldemar IV van Denemarken (1321-1375) | Voorouders van Waldemar IV van Denemarken (1321-1375)                                 | Voorouders van Waldemar IV van Denemarken (1321-1375)                                 | Voorouders van Waldemar IV van Denemarken (1321-1375)                         | Voorouders van Waldemar IV van Denemarken (1321-1375)                         | Voorouders van Waldemar IV van Denemarken (1321-1375)                         | Voorouders van Waldemar IV van Denemarken (1321-1375)                         | Voorouders van Waldemar IV van Denemarken (1321-1375)                         | Voorouders van Waldemar IV van Denemarken (1321-1375)                         |
| ----------------------------------------------------- | ------------------------------------------------------------------------------------- | ------------------------------------------------------------------------------------- | ----------------------------------------------------------------------------- | ----------------------------------------------------------------------------- | ----------------------------------------------------------------------------- | ----------------------------------------------------------------------------- | ----------------------------------------------------------------------------- | ----------------------------------------------------------------------------- |
| Overgrootouders                                       | Christoffel I van Denemarken (1219-1259) ∞ Margaret Sambiria van Pommeren (1130-1282) | Christoffel I van Denemarken (1219-1259) ∞ Margaret Sambiria van Pommeren (1130-1282) | Johan I van Brandenburg (1213-1266) ∞ Brigitte van Saksen (-1266)             | Johan I van Brandenburg (1213-1266) ∞ Brigitte van Saksen (-1266)             | Barnim I van Pommeren (1210-1278) ∞ Mechtilde van Brandenburg (-1316)         | Barnim I van Pommeren (1210-1278) ∞ Mechtilde van Brandenburg (-1316)         | Vitslav II van Rügen (1240-1302) ∞ Agnes of Brunswick-Lüneburg (-)            | Vitslav II van Rügen (1240-1302) ∞ Agnes of Brunswick-Lüneburg (-)            |
| Grootouders                                           | Erik V van Denemarken (1249-1286) ∞ Agnes van Brandenburg (1130-1282)                 | Erik V van Denemarken (1249-1286) ∞ Agnes van Brandenburg (1130-1282)                 | Erik V van Denemarken (1249-1286) ∞ Agnes van Brandenburg (1130-1282)         | Erik V van Denemarken (1249-1286) ∞ Agnes van Brandenburg (1130-1282)         | Bogislaw IV van Pommeren (1252-1309) ∞ Margaretha van Rügen (-1266)           | Bogislaw IV van Pommeren (1252-1309) ∞ Margaretha van Rügen (-1266)           | Bogislaw IV van Pommeren (1252-1309) ∞ Margaretha van Rügen (-1266)           | Bogislaw IV van Pommeren (1252-1309) ∞ Margaretha van Rügen (-1266)           |
| Ouders                                                | Christoffel II van Denemarken (1276-1332) ∞ Euphemia van Pommeren (1285-1330)         | Christoffel II van Denemarken (1276-1332) ∞ Euphemia van Pommeren (1285-1330)         | Christoffel II van Denemarken (1276-1332) ∞ Euphemia van Pommeren (1285-1330) | Christoffel II van Denemarken (1276-1332) ∞ Euphemia van Pommeren (1285-1330) | Christoffel II van Denemarken (1276-1332) ∞ Euphemia van Pommeren (1285-1330) | Christoffel II van Denemarken (1276-1332) ∞ Euphemia van Pommeren (1285-1330) | Christoffel II van Denemarken (1276-1332) ∞ Euphemia van Pommeren (1285-1330) | Christoffel II van Denemarken (1276-1332) ∞ Euphemia van Pommeren (1285-1330) |

Gorm · Harald I · Sven I · Harald II · Knoet II · Knoet III · Magnus I · Sven II · Harald III · Knoet IV · Olaf I · Erik I · Niels · Erik II · Erik III · Sven III · Knoet V · Waldemar I · Knoet VI · Waldemar II · Erik IV · Abel · Christoffel I · Erik V · Erik VI · Christoffel II · Waldemar III · Christoffel II · Waldemar IV · Olaf II · Margaretha I · Erik VII · Christoffel III · Christiaan I · Johan · Christiaan II · Frederik I · Christiaan III · Frederik II · Christiaan IV · Frederik III · Christiaan V · Frederik IV · Christiaan VI · Frederik V · Christiaan VII · Frederik VI · Christiaan VIII · Frederik VII · Christiaan IX · Frederik VIII · Christiaan X · Frederik IX · Margrethe II · Frederik X
- Bibliothèque nationale de France: cb126477614 (data)
- Gemeinsame Normdatei: 118770942
- International Standard Name Identifier: 0000 0003 8953 3016
- Library of Congress Control Number: n2002045708
- Nederlandse Thesaurus van Auteursnamen: 244407312
- LIBRIS: 263752
- Système universitaire de documentation: 050549030
- Virtual International Authority File: 282955887
- WorldCat: E39PBJp69F8fkGKmcxVH8CcpT3